# Pycreus gracillimus
Pycreus gracillimus là loài thực vật có hoa trong họ Cói. Loài này được Chiov. miêu tả khoa học đầu tiên năm 1914.